# Андрей Робовски
Андрей Попдойнов Робовски (изписване до 1945 година: Андрей попъ Дойновъ Робовски) е виден възрожденски деец от Елена, учител, свещенослужител, книжовник и борец за църковна независимост.

## Биография
Андрей (или Андрея) Робовски е роден в Елена на 19 август 1801 г. Син е на преписвача на Паисиевата история поп Дойно Граматик и Рада Русева. 
Първоначално учи в килийното училище на баща си. Изучава граматика, аритметика, гръцки, риторика, логика и богословие. После заминава да учи в Свищов и други училища из страната. Връща се в Елена и започва да преподава в килийно училище. 
През 1834 г. Робовски първи подема преобразуването на Еленското килийно училище във взаимно. По-нататъшните реформи се подемат от Иван Момчилов, руски възпитаник със солидна подготовка, учил първоначално при Андрей Робовски, а впоследствие станал негов помощник-учител.
При даскал Дечо, както го наричат съгражданите му, е получил началното си образование Иларион Макариополски. 
На 14 януари 1842 г. е ръкоположен за свещеник в Елена. По онова време се запознава с Неофит Бозвели, с когото води оживена кореспонденция и който го въвлича в борбите за църковна независимост. Новият свещеник започва да води службите си в храма „Успение Пресвета Богородица“ на български език, заради което много пъти си навлича гнева на гръцкия владика в Търново. 
На 15 май 1846 г. Робовски поднася на султан Абдул Меджид на прът писмена жалба от еленчани и от негово име – оплакване против произволите на гръцкия владика, искайки неговото сменяне с българин. В резултат на засилващите се български протести Патриаршията се вижда принудена най-сетне да отзове нежелания от народа гръцки митрополит Неофит Византиос, но на негово място праща пак грък – Атанасий. 
Откритите позиции на Робовски и непримиримата му борба срещу гръцките владици в Търново на няколко пъти му коства духовния сан. Въпреки многократните унижения и последвалото отстраняване от църковна служба той не се отказва от позициите си и при всеки удобен повод ги споделя на глас: „Но понеже продължавал да се държи предизвикателно против чорбаджиите и търновския владика, бил низвергнат от свещенически сан. Оттук нататък целият му живот бил низ от изпитания. Но Андрей Робовски гордо и неустрашимо вършел своята будителска дейност.“ 
През времето, когато е отстранен от църквата, той превежда книги и успява да подготви за печат 16, повечето от които с църковно предназначение. 
През април 1858 г. Робовски заминава за Цариград, където синът му успява да отпечата 3 от подготвените за издаване книги. Разбирайки, че Патриаршията го преследва и в столицата, той отново да връща в Елена. 
Скоро след завръщането си Андрей Робовски се разболява тежко и умира на 26 декември 1858 г. 

## Семейство
Андрей Робовски е женен за Койка Робовска. Негови деца са: просветителят Стоян Робовски, Ана (1825 – 1903), Андоница, Мария, Рада и Станка.

## Отзиви
Към него Неофит Бозвели се обръща по следния начин:
„Дерзай, любимче Андрее! Сичко народно ще успее. И защото си българский Ахилес, за то говори! Не стой, ори и сей днес...“
„Драги Андрее, да дерзает и Максим! Говорете, орете винограда Господен с време и без време. Бог нас ще вознагради в будущее. Дерзайте! И радваме се, дето сте сторили туй и онуй срещу злобствующия грек митрополит... Драго ми е...“